# 新疆鱼属
新疆鱼属（学名：Xinjiangichthys ）是蒙古鱼科的一属。

## 下属物种
本属包括以下物种：
- 多齿新疆鱼 Xinjiangichthys pluridentatus Wang et al.,1998，发现于新疆维吾尔自治区喀什地区巴楚县的早志留世时期化石。